# Germundsö
Germundsö, finska: Kirmusaari, är en ö i Finland. Den ligger i nedersta dammen i Kymmene älv och i kommunen Pyttis i landskapet Kymmenedalen, i den södra delen av landet, 90 km öster om huvudstaden Helsingfors, nära landskapsgränsen mot Nyland i nedersta dammen i Kymmene älv.